# Dalwhinnie
Dalwhinnie (Schots-Gaelisch: Dail Chuinnidh) is een dorp op de noordoostelijke oever van Loch Ericht ten noorden van Drumochter in de Schotse lieutenancy Inverness in het raadsgebied Highland.
In de Dalwhinnie Distillery onderdeel van Diageo produceert men Dalwhinnie Single Malt, een Highland single malt whisky.
Dalwhinnie wordt bediend door een station op de Highland Main Line, die Perth verbindt met Inverness